# James Newton (Mathematiker)
James Newton ist ein Mathematiker, der auf dem Gebiet der algebraischen Zahlentheorie arbeitet.

## Leben
Newton studierte von 2003 bis 2006 Mathematik an der University of Cambridge und erwarb 2011 seinen PhD bei Kevin Buzzard am Imperial College London (Levels of p-adic automorphic forms and a p-adic Jacquet-Langlands correspondence).
Nach Stellen als Postdoc an der University of Cambridge, am Imperial College London und am King’s College London wurde Newton 2021 zunächst Associate Professor und dann 2023 Professor an der University of Oxford.
Newton arbeitet vor allem zu p-adischen automorphen Formen und Galois-Darstellungen (siehe auch Langlands-Programm). Zusammen mit Jack A. Thorne bewies er die Automorphie der symmetrischen Potenzen einer holomorphen modularen Neuform, wofür beide verschiedene Auszeichnungen erhielten.

## Auszeichnungen
- 2023 Frank Nelson Cole Prize in Zahlentheorie gemeinsam mit Jack A. Thorne
- 2024 Clay Research Award gemeinsam mith Jack A. Thorne
- 2024 Whitehead-Preis der London Mathematical Society

## Schriften (Auswahl)
- mit Jack A. Thorne: Symmetric power functoriality for holomorphic modular forms. Publ. Math., Inst. Hautes Étud. Sci. 134, 1–116 (2021).